# Апелятив
Апеляти́в (лат. appellātīvus < лат. appellāre — «звертатися з промовою», «називати») — лінгвістичний термін, який може вживатися у двох значеннях:
- Загальна назва — на відміну від власної
- Звертання — воно може бути виражене як загальною, так і особовою назвою. Іноді під апелятивом розуміють мовний засіб, що виражає «апелятивні функції» (англ. appellative function), за допомогою яких здійснюється звернення, привернення уваги.